# Inmigración colombiana en Venezuela
La inmigración colombiana en Venezuela es un fenómeno que data de tiempos coloniales, y que se intensificó en la segunda mitad del siglo XX debido al bum petrolero y al conflicto armado interno en Colombia.
De acuerdo a las estadísticas oficiales, 721 791 colombianos residían en Venezuela en 2011. No obstante, fuentes externas señalan que el número de colombianos en Venezuela habría alcanzado entre dos y tres millones de personas, ya que la mayoría de inmigrantes permanecían en el país de forma irregular.Dichas afirmaciones carecerían de sentido, toda vez que el censo nacional contó a la población total del país, independientemente de su estatus migratorio.
En todo caso, debido a la crisis económica que atraviesa Venezuela, la población colombiana se habría reducido hasta las 684 080 personas en 2013, con otros 300 000 colombianos retornando a su país sólo en 2018 (esto sin contar descendientes).

## Historia

### sigloXX
La primera ola migratoria se produjo en las décadas de 1950 y 1960, debido al proceso de urbanización.
Un movimiento migratorio más numerosos ocurrió en la década de 1970, cuando cientos de miles de campesinos colombianos llegaron a Venezuela desplazados por la guerrilla. En el censo de 1981 fueron contabilizados 508 166 colombianos, un aumento notable respecto a las cifras de 1971, cuando se habían detectado 180,144 migrantes.
La caída de los precios del petróleo y la recesión económica provocaron que el flujo migratorio se redujera en las décadas siguientes. En el censo de 1990, los colombianos sumaron 592 924 personas, pasando de ser el 3,5 % de la población en 1981, al 2,93 % ese año. Una situación semejante se produjo en el censo de 2001, cuando la población colombiana creció hasta las 609 192 personas, pero redujo su proporción al 2,64 % de los empadronados.

### sigloXXI
En la primera década del siglo XXI se produjo un nuevo repunte en la migración colombiana hacia Venezuela. Entre las causas de esta nueva ola migratoria se encontraban el recrudecimiento del conflicto armado interno, una segunda bonanza petrolera, y las políticas sociales del gobierno de Hugo Chávez.
Según estimaciones externas, en 2003 habían 1,338,000 colombianos residiendo en Venezuela.
Entre febrero de 2004 y el mismo mes de 2005, 186 mil colombianos fueron cedulados por el gobierno, aunque se estimaba que un total de 680 mil colombianos necesitaban regularizar su permanencia en el país.
Por su parte, el Censo colombiano de 2005 encontró que más de 625 mil colombianos residían en el país vecino. En el mismo censo, se detectaron 92,088 colombianos que habían tenido alguna experiencia migratoria en Venezuela: 40,162 en el periodo anterior a 1996, 15,090 en el periodo entre 1996 y 2000, y 36,710 en el periodo posterior a 2000.
La siguiente tabla muestra la distribución de los colombianos que confesaron con haber tenido experiencia migratoria en Venezuela según el censo de 2005:
| Departamento             | Emigrantes | %     |
| ------------------------ | ---------- | ----- |
| Amazonas                 | 11         | 0,01  |
| Antioquia                | 4 110      | 4,46  |
| Arauca                   | 679        | 0,74  |
| Atlántico                | 14 318     | 15,55 |
| Bogotá, D. C.            | 4 142      | 4,50  |
| Bolívar                  | 13 157     | 14,29 |
| Boyacá                   | 1 812      | 1,97  |
| Caldas                   | 633        | 0,69  |
| Caquetá                  | 54         | 0,06  |
| Casanare                 | 152        | 0,17  |
| Cauca                    | 755        | 0,82  |
| Cesar                    | 3 923      | 4,26  |
| Chocó                    | 292        | 0,32  |
| Córdoba                  | 5 191      | 5,64  |
| Cundinamarca             | 691        | 0,75  |
| Guainía                  | 103        | 0,11  |
| Guaviare                 | 249        | 0,27  |
| Huila                    | 251        | 0,27  |
| La Guajira               | 5 269      | 5,72  |
| Magdalena                | 6 601      | 7,17  |
| Meta                     | 450        | 0,49  |
| Nariño                   | 339        | 0,37  |
| Norte de Santander       | 10 450     | 11,35 |
| Putumayo                 | 410        | 0,45  |
| Quindío                  | 625        | 0,68  |
| Risaralda                | 768        | 0,83  |
| San Andrés y Providencia | 51         | 0,06  |
| Santander                | 5 433      | 5,9   |
| Sucre                    | 5 441      | 5,91  |
| Tolima                   | 636        | 0,69  |
| Valle del Cauca          | 4 966      | 5,39  |
| Vaupés                   | 0          | 0     |
| Vichada                  | 126        | 0,14  |
| Colombia                 | 92 088     | 100   |

## Censo de 2011
En el censo de 2011 fueron contabilizados 721 791 colombianos, que correspondían al 2,5 % de la población venezolana. Más de la mitad de esos migrantes eran ciudadanos venezolanos por nacionalización o por tener algún progenitor de origen venezolano.
La siguiente tabla muestra la distribución de la población colombiana por Estado:
| Estado                 | Colombianos | %     |
| ---------------------- | ----------- | ----- |
| Amazonas               | 3 166       | 2,06  |
| Anzoátegui             | 33 648      | 0,58  |
| Apure                  | 13 696      | 2,69  |
| Aragua                 | 21 539      | 1,24  |
| Barinas                | 31 045      | 3,86  |
| Bolívar                | 14 639      | 0,9   |
| Carabobo               | 49 133      | 2,11  |
| Cojedes                | 3 316       | 1,04  |
| Delta Amacuro          | 481         | 0,29  |
| Dependencias Federales | 20          | 1,09  |
| Distrito Capital       | 55 650      | 2,65  |
| Falcón                 | 5 242       | 0,55  |
| Guárico                | 3 367       | 0,43  |
| Lara                   | 10 653      | 0,57  |
| Mérida                 | 33 879      | 3,8   |
| Miranda                | 98 769      | 3,3   |
| Monagas                | 5 334       | 0,59  |
| Nueva Esparta          | 6 061       | 1,33  |
| Portuguesa             | 7 513       | 0,81  |
| Sucre                  | 1 629       | 0,17  |
| Táchira                | 138 952     | 11,19 |
| Trujillo               | 7 433       | 0,99  |
| La Guaira              | 4 643       | 1,36  |
| Yaracuy                | 3 642       | 0,57  |
| Zulia                  | 193 045     | 5,05  |
| Venezuela              | 721 291     | 2,5   |

## Crisis migratoria de 2015
En agosto de 2015, el Gobierno venezolano declaró el estado de excepción en los municipios fronterizos con Colombia, ante la supuesta presencia de grupos paramilitares. Este hecho desató una crisis diplomática entre ambos países, provocando la expulsión de más de 1 700 colombianos y el retorno de 24 mil.
La siguiente tabla muestra los deportados y retornados por departamento y fecha:
| | Norte de Santander | Norte de Santander | Norte de Santander | Arauca | Arauca | Arauca | La Guajira | La Guajira | La Guajira | Vichada | Vichada | Vichada | Total  | Total  | Total  |
| --- | ------------------ | ------------------ | ------------------ | ------ | ------ | ------ | ---------- | ---------- | ---------- | ------- | ------- | ------- | ------ | ------ | ------ |
| Número de deportados                                                                                 | 1 097              | 1 099              | 1 099              | 68     | 82     | 93     | 277        | 427        | 522        | 25      | 0       | 0       | 1 467  | 1 608  | 1 714  |
| Número de retornos                                                                                   | 17 462             | 17 027             | 18 646             | 500    | 1 051  | 1 250  | 632        | 1 442      | 1 938      | 25      | 166     | 190     | 18 619 | 19 686 | 22 024 |
| Totales                                                                                              | 18 559             | 18 126             | 19 745             | 568    | 1 133  | 1 343  | 909        | 1 869      | 2 460      | 50      | 166     | 190     | 20 086 | 21 294 | 23 738 |
| Hasta el 8 de septiembre de 2015 Hasta el 18 de septiembre de 2015 Hasta el 25 de septiembre de 2015 |                    |                    |                    |        |        |        |            |            |            |         |         |         |        |        |        |

## Población actual
A raíz de la crisis económica en Venezuela, se estima que para mediados de 2018, 300 mil colombianos habían retornado a su país de origen.

### Controversia
En 2015, el presidente venezolano Nicolás Maduro declaró que en Venezuela residían 5,6 millones de ciudadanos colombianos. Ese mismo año, en septiembre, el Defensor del Pueblo, Tarek William Saab, afirmó que Colombia debía pedir «un reconocimiento mundial» para Venezuela por acoger a los «6 millones de colombianos» que, según sus palabras, vivían en el país. Estas estimaciones han sido objeto de fuertes críticas, ya que diversos expertos consideran que no se ajustan a la realidad.
Al respecto, Anitza Freitez, directora del Instituto de Investigaciones Económicas y Sociales de la Universidad Católica Andrés Bello (UCAB), afirmó:

Ni en los momentos más álgidos del conflicto armado en Colombia se desplazó a Venezuela un volumen millonario de colombianos. Las estimaciones provistas por el INE y las estadísticas reportadas por ACNUR (Agencia de las Naciones Unidas para los Refugiados) apenas alcanzaron, en 2007, los 200 mil colombianos en condición de refugiados. Esa cifra, según el informe de ACNUR de 2015, se redujo a 173 mil
Anitza Freitez.

No obstante, debe considerarse que tanto el Instituto Nacional de Estadística (INE) como ACNUR enfrentaron dificultades para censar con precisión a la población colombiana residente en Venezuela, especialmente hacia finales del siglo XX. Esto se debió, por un lado, al volumen creciente de esta población —según Gómez y Rengifo, entre las décadas de 1970 y 1990 el número de colombianos en Venezuela aumentó en un 194%— y, por otro, a las condiciones en que muchos migrantes ingresaban al país, frecuentemente de forma irregular y en situaciones precarias. Muchos de ellos huían de la violencia armada vinculada a la guerrilla o a conflictos derivados del narcotráfico durante las décadas de 1980 y 1990, e incluso a inicios de los años 2000.
En zonas populares como Petare, en Caracas, la alcaldía estima que cerca de 200 000 colombianos residen allí, lo que representa aproximadamente el 25 % de la población del sector.
Ante la escasez de datos oficiales actualizados, Juan Carlos Tanus, director nacional de la Asociación de Colombianos y Colombianas en Venezuela, declaró a la agencia Efe en 2021 que, según un censo realizado por su organización, entre 4,5 y 5,5 millones de colombianos «tienen arraigo en territorio venezolano». Añadió que se trata de «la población migrada más importante en términos numéricos» en el país, y también «en términos de pobres viviendo en territorio venezolano». Por su parte, el exembajador de Colombia en Venezuela, Armando Benedetti, estimó en 2022 que la población colombiana en Venezuela supera los 4 millones de personas. Cabe resaltar que ninguna de estas dos aseveraciones cuenta con un respaldo o fuente en los censos y estimaciones reales de población colombiana en ese país.